# لاک مغسول
لاک مغسول یک ترکیب صمغی است که از تنه بعضی درختان خاص در اثر فعالیت دو گونه از نوعی شپشک که با نام کلی کریالاک شناخته می شوند خارج می شود و در اثر مجاورت در معرض هوا سریعا خشک می شود.
این رزین در طب سنتی کاربرد های فراوانی دارد و از اثرات اصلی آن کاهش وزن و لاغری است.

## فرمول شیمیایی لاک مغسول
لاک مغسول از اسیدهای چرب هیدروکسی، عمدتا اسید آلئورتیک (9،10،16-تری هیدروکسی هگزادکانوئیک اسید) {\displaystyle {\ce {C16H32O5}}} و هیدروکسی سسکوئی ترپنیک اسیدها تشکیل شده است.

## شپشک تولید کننده لاک مغسول
این شپشک که از راسته شپشک های نرم است با نام علمی Kerria lacca شناخته می شود و از خانوده Kerriidae محسوب می شود.
شپشک Kerria lacca یک رنگ قرمز و یک موم به عنوان ترشحات طبیعی تولید می کند که همان لاک مغسول است.

## درختان تولید کننده لاک مغسول
حشره کریالاک بیش از 400 میزبان گیاهی دارد و بر روی همه آنها فعالیت می کند.
اما تعداد کمی از میزبان های این شپشک هستند که حشره وقتی روی آنها فعالیت می کند، باعث تولید لاک مغسول می شود.
سه گونه درخت وجود داردکه در اثر فعالیت این شپشک بر روی آنها لاک مغسول تولید می شود و مهمترین گیاهان تولید کننده لاک مغسول به حساب می آیند.
این سه گونه عبارتند از:

### 1- درخت پالاس با نام علمیButea monosperma
Butea monosperma گونه ای از Butea بومی مناطق گرمسیری و نیمه گرمسیری جنوب آسیا و آسیای جنوب شرقی است که در سراسر جهان گسترده است. بنگلادش، هند، نپال، پاکستان، سریلانکا، میانمار، تایلند، لائوس، کامبوج، ویتنام، مالزی و اندونزی غربی. نام های رایج این درخت شامل شعله جنگل، داک، پالاش و ساج حرامزاده است.

### 2- درخت کوزوم با نام علمیSchleichera oleosa
Schleichera یک جنس یکنواختی از گیاهان از خانواده صابونی به نام Sapindaceae است.
تنها یک گونه وجود دارد، Schleichera oleosa، درختی که در شبه قاره هند و آسیای جنوب شرقی وجود دارد.

### 3- کُنار آفریقایی با نام علمیZiziphus mauritiana
کُنار آفریقایی یا کُنار موریتانیایی درختچه یا درختی از خانواده عناب Rhamnaceae است که در سردهٔ کُنار قرار می‌گیرد و میوهای مانند عناب یا سنجد دارد.
این گیاه معمولاً در خاورمیانه تا شبه‌قاره هند و جمهوری خلق چین، استرالزی و جزایر اقیانوس آرام می‌روید.